# Complexul subicular
Complexul subicular este o zonă de tranziție între girusul parahipocampal și cornul lui Ammon a hipocampului. Are trei subdiviziuni: subiculul, presubiculul, parasubiculul, ultimul continuându-se cu cortexul entorinal. 